# Illmatic
Illmatic er titlen på Nas' debutalbum fra 1994, som er en af hiphoppens største klassikere. Albummet er bl.a. produceret af Pete Rock, Q-Tip, DJ Premier, Large Professor og L.E.S.

## Spor
- The Genesis
- N.Y. State of Mind
- Lifes a Bitch
- The World Is Yours
- Halftime
- Memory Lane (Sittin in da Park)
- One Love
- One Time 4 Your Mind
- Represent
- It Aint Hard to Tell